# Doña Isabel la Católica dictando su testamento
Doña Isabel la Católica dictando su testamento es posiblemente el cuadro más conocido del pintor purista español Eduardo Rosales. Data del año 1864, está ejecutado al óleo sobre lienzo y mide 400 centímetros de ancho por 290 de alto. 
Pertenece al Museo del Prado de Madrid, adonde llegó tras haber sido adquirido por el Estado en 1865; su destino inicial fue el Museo Nacional (Museo de la Trinidad), pero tras la disolución de este en 1872 pasó, junto con el resto de sus fondos, al Prado. Tras ser traspasado al Museo de Arte Moderno (MAM), se reincorporó al Prado en 1971 al recibir las obras del siglo XIX que poseía el MAM tras la disolución de este. Actualmente está expuesto al público en la sala 61B.
Esta pintura de historia representa el momento en el que la reina Isabel dicta su testamento. Enmarcado dentro de la pintura de historia academicista del período romántico, lo cierto es que es de un estilo más realista que obras precedentes de Rosales. 

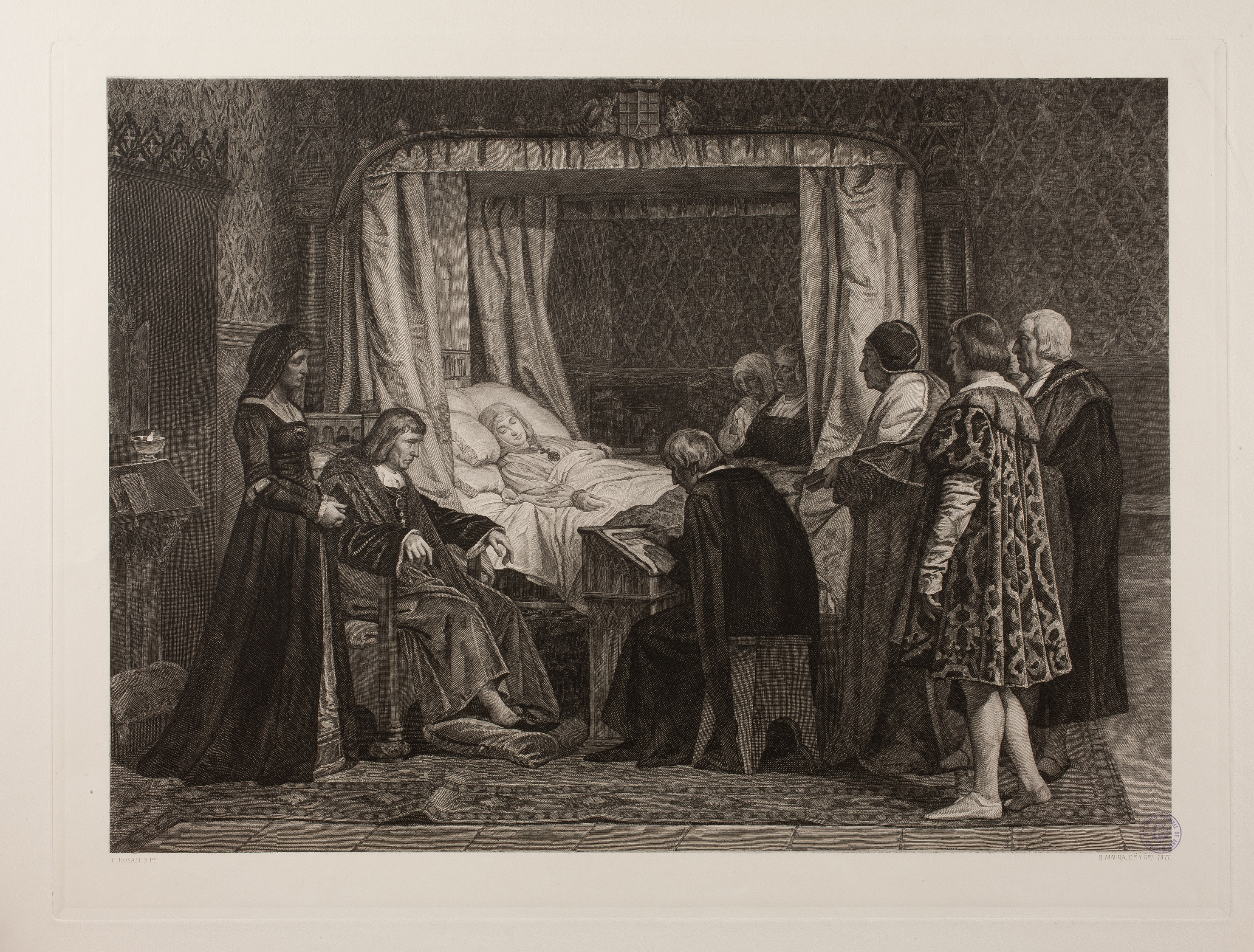
Bartolomé Maura, por pintura de Eduardo Rosales: Doña Isabel la Católica dictando su testamento, 1877. Aguafuerte, buril y ruleta. Gabinete de Dibujos, Estampas y Fotografías del Museo del Prado.

Invirtió en ella año y medio de trabajo y la presentó a la Exposición Universal de París de 1867. Después volvió a Roma, adonde le llegó un telegrama de sus amigos, el paisajista Martín Rico y Raimundo de Madrazo, dándole la noticia del éxito alcanzado por su cuadro: primera medalla de oro para extranjeros. Le concedieron la Legión de honor. En 1877 fue grabada por Bartolomé Maura.
Como reconocimiento simbólico de su relevancia, cabe decir que fue la primera obra que se colgó, en presencia del ministro de Cultura, el director del Museo y el presidente del Real Patronato, en la exposición Maestros modernos. Las colecciones del siglo XIX del Museo del Prado, con la que en 2007 se inauguró la ampliación de Moneo.